# Massimo d'Alema
Massimo d'Alema (Roma, 20 de abril de 1949) é um jornalista e político italiano. Foi primeiro-ministro da Itália de 1998 até 2000.
Foi militante do PCI desde sua juventude e acompanhou o  partido em sua metamorfose social-democrata e neoliberal. Como primeiro-ministro da Itália, participou do ataque militar orquestrado pelo governo norte-americano à ex-República Federal da Jugoslávia. Foi também ministro dos Negócios Estrangeiros do governo de Romano Prodi, entre 17 de maio de 2006 e 8 de maio de 2008. Desde 14 de outubro 2007 é um dos expoentes do Partido Democrático.